# Chi Sa nhân
Chi Sa nhân (danh pháp khoa học: Amomum) là một chi thực vật một lá mầm, với các loài đậu khấu, sa nhân. Chi này thuộc về họ Gừng (Zingiberaceae). Các loài của chi này là bản địa Trung Quốc, tiểu lục địa Ấn Độ, Đông Nam Á, New Guinea và Queensland, đáng chú ý vì vị nồng và mùi thơm của chúng.

## Các loài
Việc xếp một số loài vào chi này cũng như việc một loài trong chi này trên thực tế là một hay nhiều loài riêng biệt hiện còn chưa có sự thống nhất giữa các học giả. Nghiên cứu phát sinh chủng loại năm 2018 phục hồi các chi Conamomum, Meistera, Wurfbainia đồng thời mô tả 3 chi mới là Epiamomum, Lanxangia và Sundamomum.
The Plant List (2013) liệt kê 179 loài được công nhận, tuy nhiên sau chia tách 6 chi như đề cập trên đây thì chi Amomum tại thời điểm ngày 10 tháng 1 năm 2025 được công nhận bao gồm 111 loài, (trong đó 3 loài mô tả năm 2020).
- Amomum alborubellum K.Schum. & Lauterb., 1900
- Amomum ampliflorum Y.H.Tan & H.B.Ding, 2019
- Amomum andamanicum V.P.Thomas, Dan & M.Sabu, 2010
- Amomum apiculatum K.Schum., 1899
- Amomum aquaticum Raeusch., 1797
- Amomum argyrophyllum Ridl., 1920
- Amomum bicornutum Ridl., 1916
- Amomum bilabiatum S.Sakai & Nagam., 1998
- Amomum billburttii Škorničk. & Hlavatá, 2018
- Amomum biphyllum (Saensouk & P.Saensouk) Škorničk. & Hlavatá, 2018
- Amomum calcicola Lamxay & M.F.Newman, 2012
- Amomum carnosum V.P.Thomas & M.Sabu, 2012
- Amomum centrocephalum A.D.Poulsen, 2003
- Amomum cephalotes Ridl., 1924
- Amomum chaunocephalum K.Schum., 1904
- Amomum chayanianum (Yupparach) Škorničk. & Hlavatá, 2018
- Amomum chevalieri Gagnep. ex Lamxay, 2012
- Amomum chong-eui (C.K.Lim) Škorničk. & Hlavatá, 2018
- Amomum chryseum Lamxay & M.F.Newman, 2012
- Amomum cinnamomeum Škorničk., Luu & H.Ð.Trần, 2019
- Amomum corrugatum Škorničk., H.Ð.Trần & Luu, 2019
- Amomum curtisii (Baker) Škorničk. & Hlavatá, 2018
- Amomum dampuianum V.P.Thomas, M.Sabu & Lalramngh., 2013
- Amomum dealbatum Roxb., 1820
- Amomum deuteramomum K.Schum., 1899
- Amomum diphyllum (K.Schum.) Škorničk. & Hlavatá, 2018
- Amomum dolichanthum D.Fang, 1978
- Amomum echinatum Willd., 1797
- Amomum elan (C.K.Lim) Škorničk. & Hlavatá, 2018
- Amomum erythranthum Y.H.Tan & H.B.Ding, 2019
- Amomum exertum (Scort.) Škorničk. & Hlavatá, 2018
- Amomum flavorubellum K.Schum. & Lauterb., 1900
- Amomum foetidum Boonma & Saensouk, 2020[6]
- Amomum fragile S.Q.Tong, 1989
- Amomum fragrans Škorničk. & Hlavatá, 2018
- Amomum garoense S.Tripathi & V.Prakash, 1999
- Amomum glabrum S.Q.Tong, 1989
- Amomum globba J.F.Gmel., 1791
- Amomum gymnopodum K.Schum., 1899
- Amomum hainanense Y.S.Ye, J.P.Liao & P.Zou, 2018
- Amomum hochreutineri Valeton, 1906
- Amomum hypoleucum Thwaites, 1861
- Amomum johorense (C.K.Lim) Škorničk. & Hlavatá, 2018
- Amomum kerbyi (R.M.Sm.) Škorničk. & Hlavatá, 2018
- Amomum kingii Baker, 1892
- Amomum kwangsiense D.Fang & X.X.Chen, 1978
- Amomum lacteum Ridl., 1921
- Amomum lagarophyllum Škorničk. & Hlavatá, 2018
- Amomum laoticum Gagnep., 1907
- Amomum latiflorum (Ridl.) Škorničk. & Hlavatá, 2018
- Amomum limianum (Picheans. & Yupparach) Škorničk. & Hlavatá, 2018
- Amomum longipes Valeton, 1904
- Amomum longipetiolatum Merr., 1932
- Amomum lutescens Luu & Škorničk., 2019
- Amomum luzonense Elmer, 1919
- Amomum macrodons Scort., 1886
- Amomum maximum Roxb., 1810
- Amomum meghalayense V.P.Thomas, M.Sabu & Sanoj, 2016
- Amomum menglaense S.Q.Tong, 1991
- Amomum mengtzense H.T.Tsai & P.S.Chen, 1979
- Amomum miriflorum Škorničk. & Q.B.Nguyen, 2019
- Amomum mizanianum (C.K.Lim) Škorničk. & Hlavatá, 2018
- Amomum monophyllum Gagnep., 1907
- Amomum nagamiense V.P.Thomas & M.Sabu, 2019
- Amomum nemorale (Thwaites) Trimen, 1885
- Amomum nimkeyense M.Sabu, Hareesh, Tatum & A.K.Das, 2018
- Amomum odontocarpum D.Fang, 1980
- Amomum pauciflorum Baker, 1892
- Amomum pellitum Ridl., 1916
- Amomum petaloideum (S.Q.Tong) T.L.Wu, 1998
- Amomum plicatum Lamxay & M.F.Newman, 2012
- Amomum poonsakianum (Picheans. & Yupparach) Škorničk. & Hlavatá, 2018
- Amomum pratisthana J.Sarma, S.Dey, C.K.Salunkhe & Barbhuiya, 2019
- Amomum prionocarpum Lamxay & M.F.Newman, 2012
- Amomum procurrens Gagnep., 1903
- Amomum pterocarpum Thwaites, 1861
- Amomum puberulum (Ridl.) Škorničk. & Hlavatá, 2018
- Amomum purpureorubrum S.Q.Tong & Y.M.Xia, 1988
- Amomum putrescens D.Fang, 1978
- Amomum queenslandicum R.M.Sm., 1980
- Amomum ranongense (Picheans. & Yupparach) Škorničk. & Hlavatá, 2018
- Amomum raoi V.P.Thomas & M.Sabu, 2020[7]
- Amomum repoeense Pierre ex Gagnep., 1906
- Amomum riwatchii M.Sabu & Hareesh, 2018
- Amomum robertsonii Craib, 1913
- Amomum rugosum (Y.K.Kam) Škorničk. & Hlavatá, 2018
- Amomum sabuanum V.P.Thomas, Nissar & U.Gupta, 2014
- Amomum schistocalyx Y.H.Tan & H.B.Ding, 2020[8]
- Amomum schlechteri K.Schum., 1904
- Amomum sericeum Roxb., 1820
- Amomum siamense Craib, 1912
- Amomum slahmong (C.K.Lim) Škorničk. & Hlavatá, 2018
- Amomum smithiae (Y.K.Kam) Škorničk. & Hlavatá, 2018
- Amomum stenocarpum Valeton, 1920
- Amomum stenosiphon K.Schum., 1899
- Amomum subcapitatum Y.M.Xia, 1997
- Amomum subulatum Roxb., 1820
- Amomum sumatranum (Valeton) Škorničk. & Hlavatá, 2018
- Amomum tephrodelphys K.Schum., 1904
- Amomum terminale Ridl., 1900
- Amomum tibeticum (T.L.Wu & S.J.Chen) X.E.Ye, L.Bai & N.H.Xia, 2018
- Amomum trianthemum K.Schum., 1899
- Amomum trichanthera Warb., 1891
- Amomum trilobum Gagnep., 1905
- Amomum unifolium Gagnep., 1907
- Amomum velutinum X.E.Ye, Škorničk. & N.H.Xia, 2017
- Amomum wandokthong (Picheans. & Yupparach) Škorničk. & Hlavatá, 2018
- Amomum warburgianum K.Schum. & Lauterb., 1900
- Amomum warburgii (K.Schum.) K.Schum., 1904
- Amomum yingjiangense S.Q.Tong & Y.M.Xia, 1988

### Chuyển đi
- Amomum bungoensis Aimi Syaz. & Meekiong, 2018 = Sundamomum bungoense[9]

### Chưa đúng vị trí
- Amomum padangense K.Schum., 1899[10]
- Amomum vestitum K.Schum., 1899[10]

## Hình ảnh

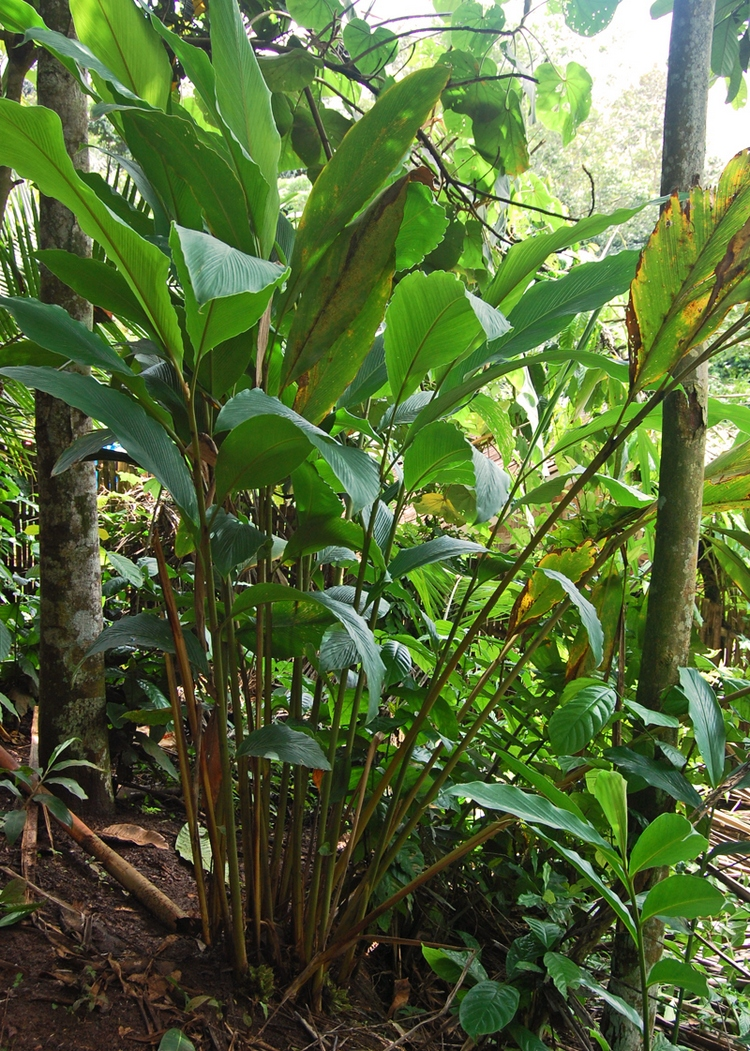
Amomum dealbatum
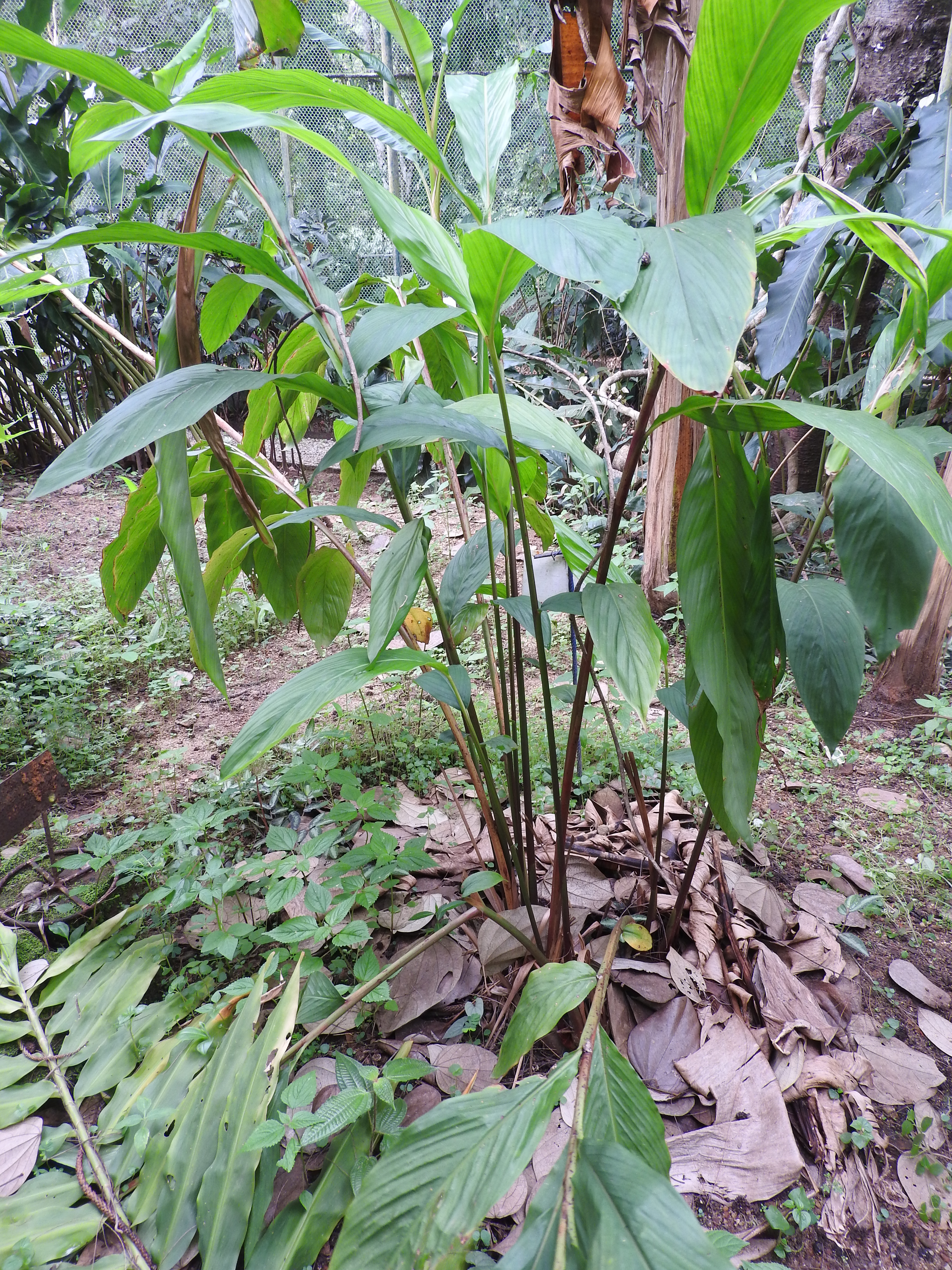
Amomum subulatum
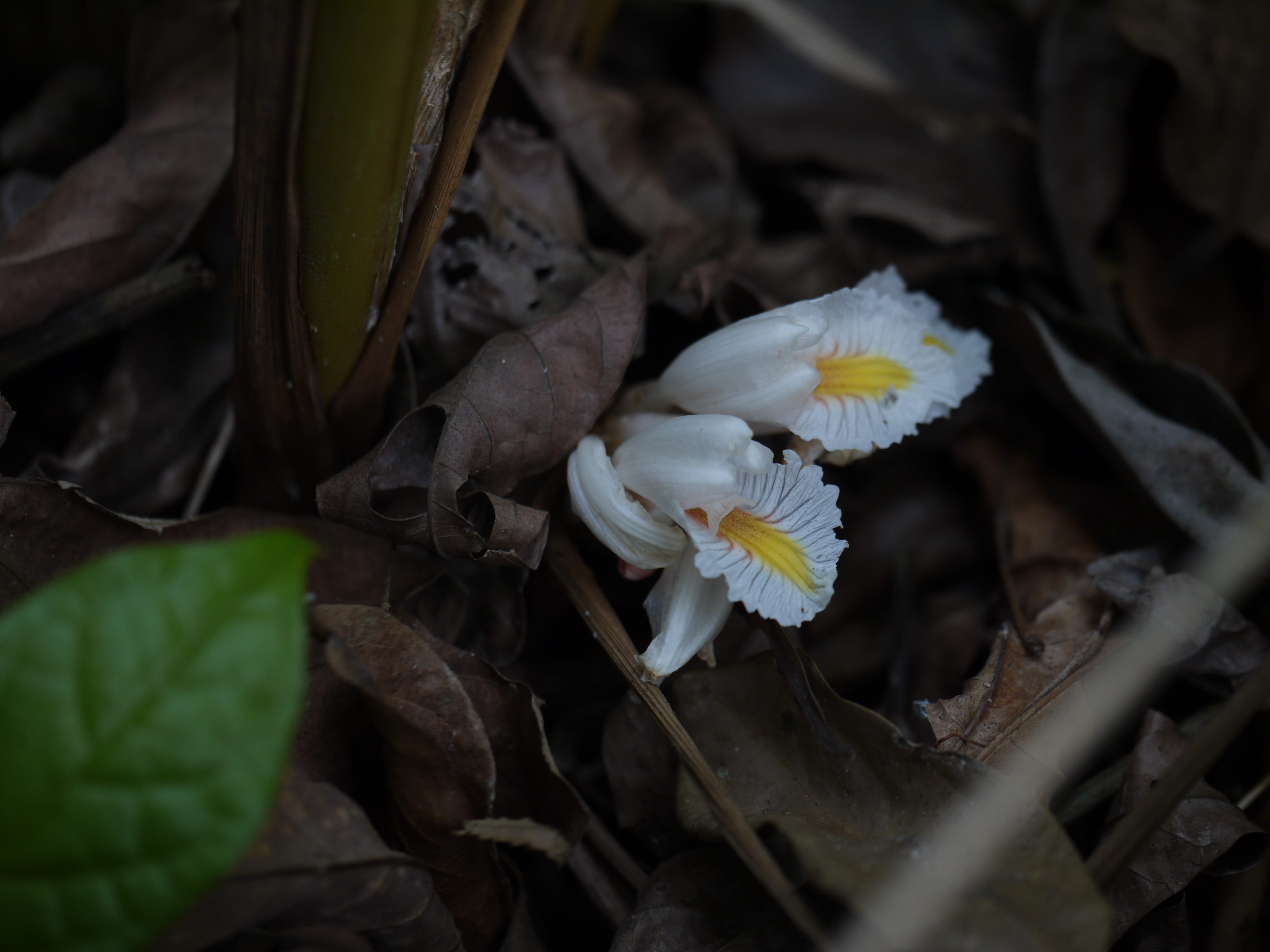
Amomum pterocarpum